# Gullpennen
Gullpennen är ett norskt journalistpris som delas ut av Riksmålsforbundet. Det går till en medarbetare i dags- eller veckopress, och fokuserar på personlig stil och nyansrikedom. Det delades ut första gången 1985 och är ett av flera mediepriser som organisationen delar ut.

## Vinnare
- 1985 — Arne Hestenes, Dagbladet
- 1986 — Kjell Syversen, VG
- 1987 — Gidske Anderson, Arbeiderbladet
- 1988 — Mona Levin, Aftenposten
- 1989 — Bengt Calmeyer, Arbeiderbladet
- 1990 — Per Bang, Dagens Næringsliv
- 1991 — Vetle Lid Larssen, Aftenposten
- 1992 — Øyvind Thorsen, Aftenposten
- 1993 — Per Egil Hegge, Aftenposten
- 1994 — Halvor Seilø Torgersen, Nationen
- 1995 — Niels Chr. Geelmuyden, frilans
- 1996 — Sissel Benneche Osvold, Dagbladet
- 1997 — Kåre Valebrokk, Dagens Næringsliv
- 1998 — Yngve Ekern, Aftenposten
- 1999 — Thor Hedberg, VG
- 2000 — Jan E. Hansen, Aftenposten
- 2001 — Gudleiv Forr, Dagbladet
- 2002 — Andreas Viestad, Dagbladet
- 2003 — Andreas Wiese, Dagbladet
- 2004 — Cathrine Sandnes, Dagsavisen
- 2005 — Anders Heger, Dagsavisen
- 2006 — Harald Stanghelle, Aftenposten
- 2007 — Linn Ullmann, Aftenposten
- 2008 — John Olav Egeland, Dagbladet
- 2009 — Sven Egil Omdal, Stavanger Aftenblad
- 2010 — Kjetil B. Alstadheim, Dagens Næringsliv
- 2011 — Bjørn Vassnes, Klassekampen
- 2012 — Hanne Skartveit, VG
- 2013 – Eskil Engdal, Dagens Næringsliv
- 2014 – Inge D. Hanssen, Aftenposten
- 2015 – Frithjof Jacobsen, VG
- 2016 – Kjetil Rolness
- 2017 – Audun Vinger
- 2018 – Inger Merete Hobbelstad, Dagbladet
- 2019 – Knut Olav Åmås[3]